# Geomantis larvoides
Geomantis larvoides är en bönsyrseart som beskrevs av Pantel 1896. Geomantis larvoides ingår i släktet Geomantis och familjen Mantidae. Inga underarter finns listade i Catalogue of Life.